# Francisco Pizarro (futbolista)
Francisco Javier Pizarro Cartes (Osorno, Chile, 10 de mayo de 1989) es un futbolista chileno. Juega como delantero,

## Trayectoria

### Inicios
Tuvo su debut en la 2.ª fecha del Torneo de Clausura 2008 ante Everton, el 28 de junio de 2008. Católica, su club, perdió 0-1 ese partido con la titularidad de Pizarro. Anotó su primer gol en el profesionalismo el 01 de noviembre de 2008 ante Cobreloa por el torneo local, en esa ocasión la Católica ganó 4-3 el encuentro.

### Copa Libertadores 2011
Anotó a los 91 minutos el cuarto gol de la victoria de Universidad Católica sobre Vélez Sarsfield por 4-3 en el Estadio José Amalfitani, luego de que la UC diera vuelta un 1-3 en contra al finalizar el primer tiempo. El cual significó el primer triunfo en la historia del club sobre un equipo argentino por la Copa Libertadores de América en condición de visitante.

## Selección nacional

### Sudamericano Sub-20
Pizarro tuvo la oportunidad de jugar el Campeonato Sudamericano Sub-20 de 2009 para la Selección de Chile teniendo una opaca actuación debido a que el técnico Ivo Basay (muy cuestionado por sus supuestos malos tratos a los 4 jugadores de la UC nominados a la selección) no le dio los suficientes minutos.
| Torneo                      | Sede      | Resultado    | Partidos | Goles |
| --------------------------- | --------- | ------------ | -------- | ----- |
| Sudamericano Sub-20 de 2009 | Venezuela | Primera Fase | 3        | 0     |

### Equipo adulto
El técnico Rosarino Marcelo Bielsa lo hizo debutar en EE. UU. contra México y ha sido considerado en dos encuentros eliminatorios contra la Selección de Bolivia y Venezuela. También fue llamado por Claudio Borghi para disputar un amistoso contra Paraguay el 15 de febrero de 2012. Para ese partido entró de suplente en el minuto 56 reemplazando a Carlos Muñoz. Paraguay ganó 2-0.

### Partidos internacionales
| 1     | 24 de septiembre de 2008 | Los Angeles Memorial Coliseum, Los Ángeles, Estados Unidos | México     | 0-1 | Chile             |   |  | Marcelo Bielsa | Amistoso |
| 2     | 5 de mayo de 2010        | Estadio Tierra de Campeones, Iquique, Chile                | Chile      | 2-0 | Trinidad y Tobago |   |  | Marcelo Bielsa | Amistoso |
| 3     | 15 de diciembre de 2012  | Estadio Feliciano Cáceres, Luque, Paraguay                 | Paraguay   | 2-0 | Chile             |   |  | Claudio Borghi | Amistoso |
| Total | Total                    | Total                                                      | Presencias | 3   | Goles             | 0 |  |                |          |

| Selección chilena | Selección chilena | Selección chilena |
| Año               | Partidos          | Goles             |
| ----------------- | ----------------- | ----------------- |
| 2009              | 1                 | 0                 |
| 2010              | 1                 | 0                 |
| 2012              | 1                 | 0                 |
| Total             | 3                 | 0                 |

## Clubes
| Club                 | País   | Año       |
| -------------------- | ------ | --------- |
| Universidad Católica | Chile  | 2008-2013 |
| Cobreloa             | Chile  | 2013      |
| O'Higgins            | Chile  | 2013      |
| Universidad Católica | Chile  | 2014      |
| Barnechea            | Chile  | 2014-2015 |
| Unión La Calera      | Chile  | 2015-2016 |
| Oman Club            | Omán   | 2016      |
| Potros de la UAEM    | México | 2017      |
| Santiago Morning     | Chile  | 2018      |
| Colchagua CD         | Chile  | 2019-2021 |

## Palmarés

### Campeonatos nacionales
| Título           | Club                 | País  | Año  |
| ---------------- | -------------------- | ----- | ---- |
| Primera División | Universidad Católica | Chile | 2010 |
| Copa Chile       | Universidad Católica | Chile | 2011 |
| Torneo Apertura  | O'Higgins            | Chile | 2013 |

### Distinciones individuales
| Distinción                   | Año  |
| ---------------------------- | ---- |
| Medalla Santa Cruz de Triana | 2014 |